# Neopanorpa validipennis
Neopanorpa validipennis är en näbbsländeart som beskrevs av Cheng 1950. Neopanorpa validipennis ingår i släktet Neopanorpa och familjen skorpionsländor. Inga underarter finns listade i Catalogue of Life.